# Koen Metsemakers
Koen Metsemakers (* 30. April 1992 in Hasselt) ist ein niederländischer Ruderer, der 2019 Europameister und Weltmeister im Doppelvierer war, 2021 und 2024 gewann er die olympische Goldmedaille.

## Sportliche Karriere
Koen Metsemakers trat 2016 zusammen mit Floris Roling im Doppelzweier an und belegte beim Weltcup in Posen den neunten Platz. 2017 wechselte er in den Doppelvierer. Zusammen mit Nicolas van Sprang, Abe Wiersma und Freek Robbers erreichte er den sechsten Platz bei den Europameisterschaften in Račice u Štětí. Bei den Weltmeisterschaften in Sarasota belegten Abe Wiersma, Koen Metsemakers, Amos Keijser und Freek Robbers den vierten Rang. 2018 blieben nur Wiersma und Metsemakers im Boot. Der niederländische Doppelvierer mit Dirk Uittenbogaard, Stef Broenink, Koen Metsemakers und Abe Wiersma belegte den fünften Platz sowohl bei den Europameisterschaften als auch bei den Weltmeisterschaften. 2019 wechselte Broenink in den Einer und Tone Wieten ergänzte den Doppelvierer. Die Niederländer gewannen den Titel bei den Europameisterschaften in Luzern vor den Italienern. Bei den Weltmeisterschaften in Linz siegten die Niederländer vor den Polen und den Italienern. In der gleichen Besetzung gewannen die Niederländer auch 2020 bei den Europameisterschaften in Posen. Nachdem die Niederländer bei den Europameisterschaften 2021 Zweite hinter den Italienern waren, siegten sie bei den Olympischen Spielen in Tokio vor den Briten und Australiern.
2022 trat Metsemakers zwar im Weltcup an, nicht aber bei den internationalen Meisterschaften. Bei den Europameisterschaften 2023 in Bled gewannen die Polen den Titel im Doppelvierer vor Finn Florijn, Simon van Dorp, Tone Wieten und Koen Metsemakers, Dritte wurden die Italiener. Drei Monate später bei den Weltmeisterschaften in Belgrad siegten Lennart van Lierop, Finn Florijn, Wieten und Metsemakers vor den Italienern und den Polen. 2024 gab es bei den Olympischen Spielen in Paris den gleichen Einlauf wie in Belgrad, Lennart van Lierop, Finn Florijn, Tone Wieten und Koen Metsemakers gewannen vor den Italienern und den Polen. 